# Langau
Langau ist eine Marktgemeinde mit 676 Einwohnern (Stand 1. Jänner 2025) im Bezirk Horn in Niederösterreich.

## Geografie
Langau liegt im Norden des Waldviertels in Niederösterreich an der Grenze zu Tschechien. Die nächsten größeren Orte sind Drosendorf im Nordwesten und Geras im Südwesten. Die Fläche der Marktgemeinde umfasst 22,22 Quadratkilometer. Davon sind 77 Prozent landwirtschaftliche Nutzfläche, 15 Prozent der Fläche sind bewaldet.

### Gemeindegliederung
Das Gemeindegebiet umfasst zwei Katastralgemeinden bzw. gleichnamige Ortschaften (Fläche Stand 31. Dezember 2023, Bevölkerung am 1. Jänner 2025):
- Hessendorf (267,68 ha, 38 Ew.)
- Langau (1.953,84 ha, 638 Ew.) samt Freizeitzentrum-Langau

Die Marktgemeinde Langau ist Mitglied der Kleinregion Taffa-Thaya-Wild.

### Nachbargemeinden
| Stálky (Okres Znojmo, Tschechien) |                                             | Šafov (Okres Znojmo, Tschechien) |
| Drosendorf-Zissersdorf            | Kompassrose, die auf Nachbargemeinden zeigt | Hardegg (Bezirk Hollabrunn)      |
|                                   | Geras                                       | Weitersfeld                      |

## Geschichte
Um 1150 findet sich mit Lang(en)owe der erste urkundliche Beleg, als Ulrich von Pernegg das Kloster Geras stiftete und dem Kloster Besitzungen zuteilte.
Um 1240 erhielt das Kloster Klein-Mariazell von Herzog Friedrich II. die Ortschaft Langenowe (also Langau), jenseits der Donau bei Drosendorf mit Pfarre, Zehnten, Äckern sowie einem Wald bei Witersgelden (heute Weitersfeld) geschenkt.
Das erste Mal urkundlich erwähnt wurde Langau im Jahr 1245. Die Ortschaft hatte damals bereits 83 Häuser und war eine eigene Pfarre mit Pernegg als Mutterpfarre.
Langau war offensichtlich sehr beliebt bei Pfarrern, denn 1398 drängte sich der Weltpriester Michael von Grillenberg gegen den Willen des Abtes von Kleinmariazell in die Pfarre, musste diese aber wieder verlassen. Aber nur ein Jahr später berief sich der Weltpriester Thomas Wagner auf ein Breve von Papst Bonifaz IX. Da dieses aber erschlichen war, musste auch er Langau wieder verlassen und die ungültige Urkunde zurücklassen.
Am 9. April 1427 wurde der Benediktiner Petrus von Leesdorf bei Baden bei Wien aus dem Kloster Klein-Mariazell von den Hussiten auf dem Scheiterhaufen verbrannt.
Obwohl sich Langau nach den Hussitenkriegen wieder erholte, schien es im Lehnsbuch von König Ladislaus Postumus mit nur noch 43 Häusern und 34 Namen auf. Und es wurden noch weniger, denn zwischen 1453 und 1600 wütete immer wieder die Pest.
Da das Kloster Klein-Mariazell Geld brauchte, um die Türkensteuer zu bezahlen, beschloss man, Langau zu verkaufen. Am 17. Mai 1530 erwarb Johann Mrakesch von Noskau, Freiherr zu Litschau und Herrschaftsbesitzer von Drosendorf die Langauer Pfarre. König Ferdinand I. bestätigte am 10. Jänner 1535 den Verkauf.
Langau wurde in den ersten Jahren des Dreißigjährigen Krieges verwüstet, Kirche und Häuser standen lange Zeit ohne Dächer da, Schutz bot nur das einige Kilometer entfernte Drosendorf an der Thaya.
Der Krieg war beendet, doch die Pest kam 1640 wieder und rottete die Ortsbevölkerung fast völlig aus.
1709 brannte die Kirche ab und zog auch die Umgebung in Mitleidenschaft. In den darauf folgenden Jahren wurde das Gotteshaus wieder aufgebaut. Im Jahr 1712 wurde der erste Kirtag der neu erbauten Kirche gefeiert und Kaiser Karl VI. kam auf seiner Krönungsreise nach Prag durch den Ort. Das Original der Wirtshausrechnung blieb erhalten und liegt im Stift Geras auf.
1868 wurde die Straße von Langau nach Oberhöflein und 1905 die Straße nach Riegersburg angelegt. An dieser Straße wurde 1987 in der Nähe von Langau ein Denkmal zur Erinnerung an die Vertreibung der deutschen Bevölkerung aus Schaffa (Šafov) errichtet – wie so viele andere auch entlang der Staatsgrenze.
1878 wurde das erste Schulhaus errichtet. Es ist noch erhalten und dient jetzt als Gemeindeamt.
Die Fahrpost von Frain an der Thaya über Schaffa (Šafov), Langau und Geras nach Hötzelsdorf wurde 1880 eröffnet, ein Jahr später bekam Langau seine eigene Poststelle beim Gemeindearzt.
1885 brannten zahlreiche Stadel ab, am 10. Jänner 1890 wurde die Freiwillige Feuerwehr gegründet.
1908 begannen die Bauarbeiten für die Nebenbahnlinie Retz–Langau–Drosendorf, die im August 1910 feierlich eröffnet wurde. Am 10. Juni 2001 wurde der planmäßige Personenverkehr eingestellt, es gibt nur noch eine „Nostalgiebahn“ während der warmen Jahreszeit.
Im Jahre 1910 wurde zwischen Langau und Schaffa (Šafov) Braunkohle entdeckt und daraufhin die „Langauer Bergbaugesellschaft“ gegründet. Der Abbau in der „Grube Austria“ begann aber erst nach dem Zweiten Weltkrieg.
Am 29. Juli 1914 mussten die ersten drei Langauer zu den Waffen, im Jahr darauf folgten die Kirchenglocken. Dafür bekam die Bevölkerung Lebensmittelmarken (20 dag Brot / Mehl pro Tag und Person).
Ein Großbrand forderte am 4. April 1921 zwei Tote. 1922 wurde an der Straße nach Schaffa (Šafov) das Zollhaus errichtet. In der Nähe des Bahnhofes an der Straße nach Geras wurde 1942 eine Molkerei errichtet, die bis 1971 in Betrieb war.
1948 wurden wieder Glocken für die Kirche angeschafft, nachdem das 1922 angeschaffte Geläute während des Zweiten Weltkrieges eingezogen worden war. Das neue Schulhaus wurde 1952 fertiggestellt.
1948 bis 1963 erfolgte in Langau der Braunkohleabbau in der „Grube Austria“ im „Tagbau“, der Kohletransport zur Bahnverladung wurde mittels einer Seilbahn durchgeführt. Nach der Einstellung des Bergbaubetriebes füllten sich die Gruben mit Wasser. Daneben entstand der heutige Ortsteil Freizeitzentrum-Langau mit Schießplatz, Campingplatz und natürlich Schwimmbad. Hier werden immer wieder die Niederösterreichischen Wasserschi-Meisterschaften sowie neuerdings auch Triathlonveranstaltungen abgehalten.
1970 wurde Hessendorf eingemeindet.
Am 9. Mai 2006 wurde ein touristischer Grenzübergang für Fußgänger und Radfahrer zwischen Langau und Šafov eröffnet.

### Bevölkerungsentwicklung
| Langau: Einwohnerzahlen von 1869 bis 2025           | Langau: Einwohnerzahlen von 1869 bis 2025 | Langau: Einwohnerzahlen von 1869 bis 2025 | Langau: Einwohnerzahlen von 1869 bis 2025 | Langau: Einwohnerzahlen von 1869 bis 2025 |
| --------------------------------------------------- | ----------------------------------------- | ----------------------------------------- | ----------------------------------------- | ----------------------------------------- |
| Jahr                                                |                                           |                                           |                                           | Einwohner                                 |
| 1869                                                | 1869                                      |                                           | 878                                       | 878                                       |
| 1880                                                | 1880                                      |                                           | 909                                       | 909                                       |
| 1890                                                | 1890                                      |                                           | 875                                       | 875                                       |
| 1900                                                | 1900                                      |                                           | 903                                       | 903                                       |
| 1910                                                | 1910                                      |                                           | 1.024                                     | 1.024                                     |
| 1923                                                | 1923                                      |                                           | 989                                       | 989                                       |
| 1934                                                | 1934                                      |                                           | 1.077                                     | 1.077                                     |
| 1939                                                | 1939                                      |                                           | 1.104                                     | 1.104                                     |
| 1951                                                | 1951                                      |                                           | 1.294                                     | 1.294                                     |
| 1961                                                | 1961                                      |                                           | 1.313                                     | 1.313                                     |
| 1971                                                | 1971                                      |                                           | 1.183                                     | 1.183                                     |
| 1981                                                | 1981                                      |                                           | 1.042                                     | 1.042                                     |
| 1991                                                | 1991                                      |                                           | 892                                       | 892                                       |
| 2001                                                | 2001                                      |                                           | 763                                       | 763                                       |
| 2011                                                | 2011                                      |                                           | 686                                       | 686                                       |
| 2021                                                | 2021                                      |                                           | 698                                       | 698                                       |
| 2025                                                | 2025                                      |                                           | 676                                       | 676                                       |
| Quelle(n): Statistik Austria, Gebietsstand 1.1.2021 |                                           |                                           |                                           |                                           |

## Kultur und Sehenswürdigkeiten

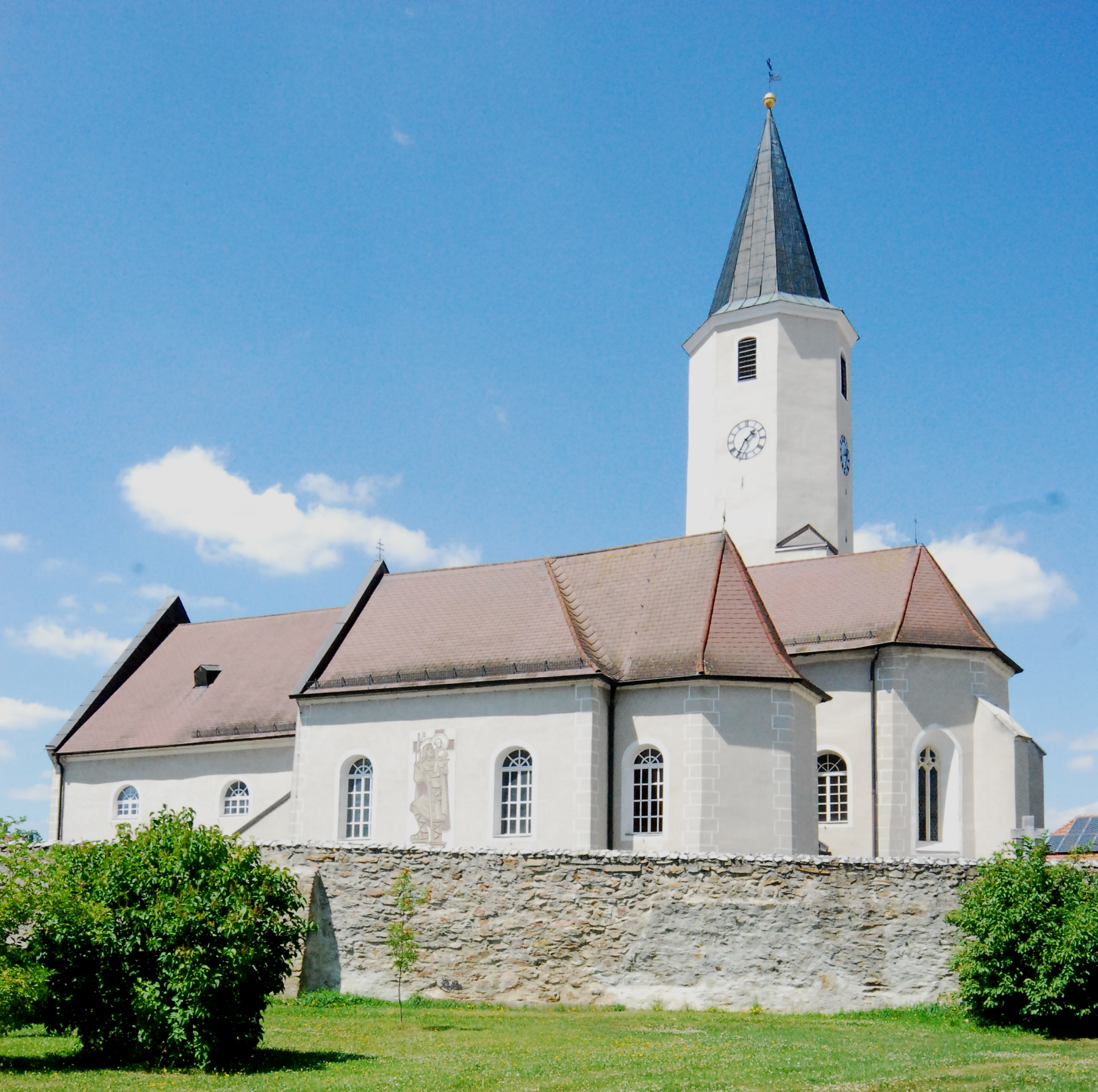
Pfarrkirche Langau

- Katholische Pfarrkirche Langau Mariä Himmelfahrt: Die von einem Friedhof mit mächtiger Umfassungsmauer umgebene Kirche hat ein Langhaus mit mittelalterlicher Bausubstanz, das 1628 sowie nach einem Brand 1709 umgebaut wurde. Der Turm im nördlichen Chorwinkel und der Chor sind spätgotisch. Südseitig ist eine gotische Kapelle angebaut, die barockisiert wurde. Das Hauptportal stammt aus der zweiten Hälfte des 18. Jahrhunderts.

## Wirtschaft und Infrastruktur
Nichtlandwirtschaftliche Arbeitsstätten gab es im Jahr 2001 26 und 55 land- und forstwirtschaftliche Betriebe nach der Erhebung 1999. Die Zahl der Erwerbstätigen am Wohnort betrug nach der Volkszählung 2001 296. Die Erwerbsquote lag 2001 bei 40 Prozent.
Ein Spar-Lebensmittelmarkt, eine Raiffeisenbank, sowie die Produktionsstätte der Firma Zabransky für Sicherheitstüren, und für den Mobilheimbau der Firma Allram befinden sich in Langau.

### Öffentliche Einrichtungen
In Langau befindet sich ein Kindergarten und eine Volksschule.

### Verkehr
- Museumsbahn: Die Niederösterreichische Verkehrsorganisationsgesellschaft betreibt die Bahnhöfe Langau und Hessendorf an der Lokalbahn Retz–Drosendorf. Seit 2001 werden diese Bahnhöfe nur mehr in den Sommermonaten an Wochenenden von den Nostalgiezügen namens Reblaus-Express angefahren.
- Bahn: Der nächstgelegene Bahnhof der ÖBB mit regulärem Personenverkehr ist Hötzelsdorf-Geras an der Franz-Josefs-Bahn.
- Bus: Die Regionalbuslinien 875 (Retz – Drosendorf), 886 (Horn – Drosendorf) und 887 (Geras – Hötzelsdorf) des Verkehrsverbunds Ost-Region bedienen in Langau mehrere Haltestellen.
- Straße: Die Thayatal Straße B 30 führt nördlich an Weitersfeld vorbei.
- Radweg: Die Kamp-Thaya-March-Radroute führt durch Langau.

### Freizeit
Das Freizeitzentrum Bergwerksee Langau (www.langau.info/freizeitzentrum-langau) befindet sich ca. 3 Kilometer vom Ortszentrum entfernt.

## Politik

### Gemeinderat
Der Gemeinderat hat 15 Mitglieder.
- Nach den Gemeinderatswahlen in Niederösterreich 1990 hatte der Gemeinderat folgende Verteilung: 7 ÖVP, 6 Unpolitische Wahlgemeinschaft und 2 SPÖ.
- Nach den Gemeinderatswahlen in Niederösterreich 1995 hatte der Gemeinderat folgende Verteilung: 7 ÖVP, 5 Unpolitische Wahlgemeinschaft und 3 SPÖ.[7]
- Nach den Gemeinderatswahlen in Niederösterreich 2000 hatte der Gemeinderat folgende Verteilung: 10 ÖVP, 3 Unpolitische Wahlgemeinschaft und 2 SPÖ.[8]
- Nach den Gemeinderatswahlen in Niederösterreich 2005 hatte der Gemeinderat folgende Verteilung: 8 ÖVP, 4 Unpolitische Wahlgemeinschaft und 3 SPÖ.[9]
- Nach den Gemeinderatswahlen in Niederösterreich 2010 hatte der Gemeinderat folgende Verteilung: 10 ÖVP, 3 Unpolitische Wahlgemeinschaft und 2 SPÖ.[10]
- Nach den Gemeinderatswahlen in Niederösterreich 2015 hatte der Gemeinderat folgende Verteilung: 11 ÖVP, 2 Unpolitische Wahlgemeinschaft und 2 SPÖ.[11]
- Nach den Gemeinderatswahlen in Niederösterreich 2020 hatte der Gemeinderat folgende Verteilung: 13 ÖVP, 1 Unpolitische Wahlgemeinschaft und 1 SPÖ.[12]
- Nach den Gemeinderatswahlen in Niederösterreich 2025 hat der Gemeinderat folgende Verteilung: 13 ÖVP, 1 FPÖ und 1 SPÖ.[13]

### Bürgermeister
- bis 1992 Johann Paur (UPW)
- 1992 bis 2008 Eduard Prand (ÖVP)[14]
- 2008–2023 Franz Linsbauer (ÖVP)[15][16]
- seit 2023 Daniel Mayerhofer (ÖVP)[17]

### Wappen
Mit Bescheid der Niederösterreichischen Landesregierung vom 24. März 1981 erhielt die Gemeinde Langau ein Gemeindewappen verliehen. Das Wappen erinnert an den Bergbau Mitte des 20. Jahrhunderts.
Seine Blasonierung lautet:
„In einem durch einen silbernen Wellenbalken von Rot auf Schwarz geteilten Schild, oben zwei aus der Schildesteilung wachsende zueinander gekehrte silberne Hellebarden, unten Schlägel und Eisen in Silber.“
Die Gemeindefarben sind Rot-Weiß-Schwarz.